# 阿莉克丝·金斯顿
阿莉克丝·金斯顿（Alexandra Elizabeth "Alex" Kingston，1963年3月11日—）是一位英格兰女演员。她最知名的角色是在NBC医务剧《仁心仁術》中出演Elizabeth Corday和在《神秘博士》中出演River Song。